# Małgorzata I Burgundzka
Małgorzata I (ur. 1309, zm. 1382) – królewna francuska i nawarska z dynastii Kapetyngów, suo iure hrabina Burgundii i Artois od 1361 r., hrabina Flandrii, Nevers i Rethel w latach 1322-1346 jako żona Ludwika I, córka Filipa V Długiego i Joanny Burgundzkiej.
Małgorzata urodziła się w 1309 r. jako córka Filipa (brata ówczesnego następcy tronu Francji i króla Nawarry Ludwika Kłótliwego) i Joanny Burgundzkiej, hrabiny-palatynki Burgundii. Miała trzy siostry i jednego brata, który zmarł we wczesnym dzieciństwie. Ze strony ojca jej dziadkami byli król Francji Filip IV Piękny i królowa Nawarry Joanna I, natomiast ze strony matki jej babką była hrabina Artois Mahaut (kuzynka Joanny I).
W 1316 r. jej ojciec wstąpił na tron Francji i Nawarry. Już rok później Małgorzatę zaręczono z Ludwikiem, dziedzicem hrabstw Nevers, Flandrii i Rethel. Ślub odbył się w 1320 r. Z tego małżeństwa pochodził syn Ludwik II.
W 1361 r. zmarł Filip, jedyny wnuk jej starszej siostry Joanny. Nie pozostawił następców, wobec tego Małgorzata została hrabiną Artois i Burgundii. Po śmierci Małgorzaty w 1382 r. tytuły przeszły na Ludwika. Dwa lata później zmarł i Artois oraz Burgundia przeszły we władanie wnuczki Małgorzaty, Małgorzaty Flandryjskiej i jej męża Filipa Śmiałego.